# Goffredo d'Auxerre
Goffredo d’Auxerre (Auxerre, 1115 circa – Abbazia di Altacomba, 1194 circa) è stato un abate e teologo francese, segretario di Bernardo di Chiaravalle.

## Biografia
Già chierico, seguì anche i corsi di Abelardo. Nel 1140 Bernardo di Chiaravalle tenne a Parigi il sermone De conversione ad clericos in cui stigmatizzava la vanità delle cose mondane, la necessità di una conversione sincera e i vantaggi della vita monastica; si dice che Goffredo seguisse da allora Bernardo nella comunità di Clairvaux, divenendone il notarius, il segretario. Nel 1145 lo seguì nelle predicazioni nel Sud della Francia, mirate a combattere le teorie di Enrico di Losanna e lo seguì, negli anni dal 1146 al 1147, per la Francia e la Germania, per propagandare la necessità di una crociata in Palestina. 
Nel concilio di Reims, del 1148, combatté le opinioni di Gilberto Porretano; nel 1159 divenne abate del monastero di Igny nella diocesi di Reims e nel 1162 Abate di Clairvaux; nel 1167 e nel 1168, partecipò ai negoziati fra papa Alessandro III (1159-1181) e l'imperatore Federico Barbarossa (1152-1190) e con il re Enrico II d'Inghilterra (1154-1189).
A causa di suoi contrasti con i monaci, si dimise da abate di Clairvaux nel 1165, e dal 1170 fu abate dell'abbazia di Fossanova, presso Terracina, da dove, tornando in Francia nel 1176, fu abate di Hautecombe, in Savoia, fino alla morte.
Quasi tutti gli scritti di Goffredo si riferiscono alla vita e all'opera di Bernardo: raccolse le sue lettere, pubblicate in Patrologia Latina CLXXII, 67, ne scrisse una biografia (P. L., CLXXXV, 225, 395, 523) e un panegirico (P. L., CLXXXV, 573); fra le altre opere, le Declamationes de colloquio Simonis cum Jesu (P. L., CLXXXIV, 437), basate sui sermoni di Bernardo, il Libellus contra capitula Gilberti Pictaviensis Episcopi (P.L., CLXXXV, 595), polemica contro Gilberto de la Porre oltre a sermoni e commenti alle Scritture.